# فيلي ريني
فيلي ريني (بالإنجليزية: Willie Rennie)‏ هو سياسي بريطاني، ولد في 27 سبتمبر 1967 في المملكة المتحدة. حزبياً، نشط في Scottish Liberal Democrats ‏ والديمقراطيون الليبراليون.

## مناصب
- في 2006 Dunfermline and West Fife by-election [الإنجليزية]‏، انتخب عضو برلمان المملكة المتحدة الـ54 عن دائرة دونفيرم وغرب فايف وقد انضم خلال فترته النيابية ‏ (10 فبراير 2006 – 12 أبريل 2010)  للكتلة البرلمانية الديمقراطيون الليبراليون.
- في 2016 Scottish Parliament election [الإنجليزية]‏، انتخب Member of the 5th Scottish Parliament ‏ عن دائرة North East Fife (Scottish Parliament constituency) [الإنجليزية]‏ وقد انضم خلال فترته النيابية [الإنجليزية]‏ (5 مايو 2016 – )  للكتلة البرلمانية Scottish Liberal Democrats [الإنجليزية]‏.
- في الانتخابات النيابية العمومية الاسكتلندية 2011 [الإنجليزية]‏، انتخب عضو البرلمان الاسكتلندي الرابع ‏ عن دائرة Mid Scotland and Fife (Scottish Parliament electoral region) [الإنجليزية]‏ وقد انضم خلال فترته النيابية [الإنجليزية]‏ (5 مايو 2011 – 24 مارس 2016)  للكتلة البرلمانية Scottish Liberal Democrats [الإنجليزية]‏.
- انتخب Leader of the Scottish Liberal Democrats ‏ (17 مايو 2011 – ).